# اون جون
اون جون (انگلیسی: He Jun؛ زادهٔ ۳ مارس ۱۹۶۹) بازیکن بسکتبال و از برندگان مدال‌های بازی‌های المپیک تابستانی  اهل چین است.